# Ringo 2012
Ringo 2012 — семнадцатый студийный альбом британского музыканта Ринго Старра, выпущенный 30 января 2012 года в Великобритании и 31 января 2012 года в США. Альбом издан как CD-диск, виниловый LP-диск и как пакет звуковых файлов для загрузки через Интернет лейблом Hip-O Records / UMe.
Как название для альбома Старр рассматривал последовательно Motel California, Another #9 и Wings, пока не остановился на Ringo 2012. Название отсылает к одному из первых и самых успешных альбомов Старра, Ringo, выпущенному в 1973.
Альбом записывался в Лос-Анджелесе, микширование делалось в Англии. Продюсерами альбома стали Ринго Старр и Брюс Шугар (англ. Bruce Sugar; совместно со Старром спродюсировал и альбом Y Not).
Песня «Wings» (перезаписанная версия песни, первоначально выпущенной в альбоме Ringo the 4th в 1977) была выпущена на сингле за несколько недель до выпуска альбома, 10 января 2012.

## Выпуск альбома
Альбом дебютировал в чарте альбомов США на 80-м месте, в чарте альбомов Великобритании на 181-м месте; по состоянию на февраль 2012, продан в количестве, соответственно, 6,348 и 752 экземпляров за первую неделю продаж.

## Список композиций
| №                   | Название                                                                                      | Автор(ы)                     | Длительность |
| ------------------- | --------------------------------------------------------------------------------------------- | ---------------------------- | ------------ |
| 1.                  | «Anthem»                                                                                      | Ричард Старки, Глен Баллард  | 5:01         |
| 2.                  | «Wings» (издана также на сингле)                                                              | Старки, Вини Понциа          | 3:31         |
| 3.                  | «Think It Over» (кавер-версия песни Бадди Холли)                                              | Бадди Холли, Norman Petty    | 1:48         |
| 4.                  | «Samba»                                                                                       | Старки, Van Dyke Parks       | 2:48         |
| 5.                  | «Rock Island Line» (народная песня (известна по исполнению Лонни Донегана))                   | (аранжировка Ричарда Старки) | 2:59         |
| 6.                  | «Step Lightly» (перезаписанная версия песни, первоначально выпущенной в альбоме Ringo в 1973) | Старки                       | 2:44         |
| 7.                  | «Wonderful»                                                                                   | Старки, Gary Nicholson       | 3:47         |
| 8.                  | «In Liverpool»                                                                                | Старки, Дэйв Стюарт          | 3:19         |
| 9.                  | «Slow Down»                                                                                   | Старки, Джо Уолш             | 2:57         |
| Общая длительность: | Общая длительность:                                                                           | Общая длительность:          | 28:55        |

| №   | Название                                                                                       | Длительность |
| --- | ---------------------------------------------------------------------------------------------- | ------------ |
| 1.  | «Introduction» (Inspiration For The Album)                                                     | 0:37         |
| 2.  | «Anthem» ("...The First Words That Came To Me...")                                             | 2:02         |
| 3.  | «Wings» ("Doing It My Way")                                                                    | 1:41         |
| 4.  | «Think It Over» (Peter Asher's Suggestion...The Steel Drum Button..."It's Like A Shuffle...")  | 1:48         |
| 5.  | «Samba» (The Crazy Record Track With Van Dyke Parks...And Hanging Out With Really Good People) | 0:58         |
| 6.  | «Rock Island Line» (Skiffle, Rock And "Where I Came In...")                                    | 1:15         |
| 7.  | «Step Lightly» ("...I Can Do This Different Now...")                                           | 0:41         |
| 8.  | «Wonderful» ("When It Gets To The Gong..." Directing The Sentiment)                            | 1:56         |
| 9.  | «In Liverpool» ("...It's As Easy As Peaches And Cream..." The Mini-Biography)                  | 2:13         |
| 10. | «Slow Down» ("’Cause It Rhymed"... And "...We Can Rock")                                       | 1:10         |
| 11. | «Peace Dream» (From "Y Not" / "The Dream Keeps Unfolding")                                     | 1:00         |
| 12. | «End Credits»                                                                                  | 0:30         |

## Места в чартах
Billboard 200
- 1-я неделя — 80-е место
- 2-я неделя — 192-е место

## Участники записи
- Ринго Старр — вокал (1-9), барабаны (1-9), перкуссия (1-4, 6-9), клавишные (1-4), гитара (3, 5, 6), бэк-вокал (?)
- Джо Уолш — гитара (2, 9), бэк-вокал (9)
- Benmont Tench — электроорган (2), фортепиано (5, 6, 8)
- Дэйв Стюарт — гитара (8), клавишные (8)
- Van Dyke Parks — клавишные (4), аккордеон (4), аранжировка для струнных (4)
- Amy Keys — бэк-вокал (1, 2, 4, 7-9)
- Kelly Moneymaker — бэк-вокал (1, 2, 4, 7-9)
- Don Was — бас-гитара (5, 6, 9)
- Edgar Winter — электроорган (9), саксофон (5)
- Ann Marie Calhoun — скрипка (8)
- Кенни Уэйн Шеппард — гитара (5, 7)
- Bruce Sugar — фортепиано (2), клавишные (1, 3, 6, 7, 9), электроорган (7), синтезатор (валторны) (7), аранжировка для валторн (2)
- Steve Dudas — гитара (1, 3-5, 7), бас-гитара (4)
- Matt Cartsonis — мандолина (4)
- Чарли Хейден — бас-гитара (3)
- Richard Page — бас-гитара (7), бэк-вокал (3)
- Michael Bradford — бас-гитара (8)

Дано по составу участников, указанному в буклете и по.